# オオルリボシヤンマ
オオルリボシヤンマ（大瑠璃星蜻蜒、学名：Aeshna crenata Hagen, 1856）は、ヤンマ科 ルリボシヤンマ属に分類されるトンボの1種 。従来、学名：Aeshna nigroflava Martin, 1909の日本固有種 とされていたが、DNA解析などにより、Aeshna crenataに含められるようになった。

## 分布
ユーラシア大陸のヨーロッパ、ロシア、朝鮮半島から日本にかけて分布する。
日本では、北海道、本州、九州に分布する。南西に行くほど生息域の標高は高くなり、鹿児島県の霧島山にも生息する。

## 形態
日本最大級の大型のヤンマで、近縁のルリボシヤンマよりやや大型。オスは全長76-94 mm、腹長53-67mm、後翅長49-60 mm、メスは全長76-93 mm、腹長54-69mm、後翅長50-63 mm。オニヤンマの黄色の斑紋を瑠璃色に置き換えたような形態。オスは成長すると斑紋が青色となり、メスには斑紋が青色と緑色の2種類のタイプがある。胸部の斑紋の上端が後方へ伸びる個体が多く、腹部の第3-6節の前端に細い環状の淡色斑紋がある。オスの尾部付属器の外縁は直線状で丸みが少なく、上付属器背面に小突起が並ぶ。メスの尾毛は細く、外縁は直線状。
ルリボシヤンマとの見分け方は大きさの他に、本種の方がやや青っぽい個体が多い事や、胸部側面の黄色模様の形状にあり、上部から横にはみ出ている部分が太いのが本種で、ルリボシはやや細い。
幼虫（ヤゴ）は全長約48mm。複眼は前側方に張り出し、体斑はルリボシヤンマより明瞭なことが多く、側棘が第6-9節にある。

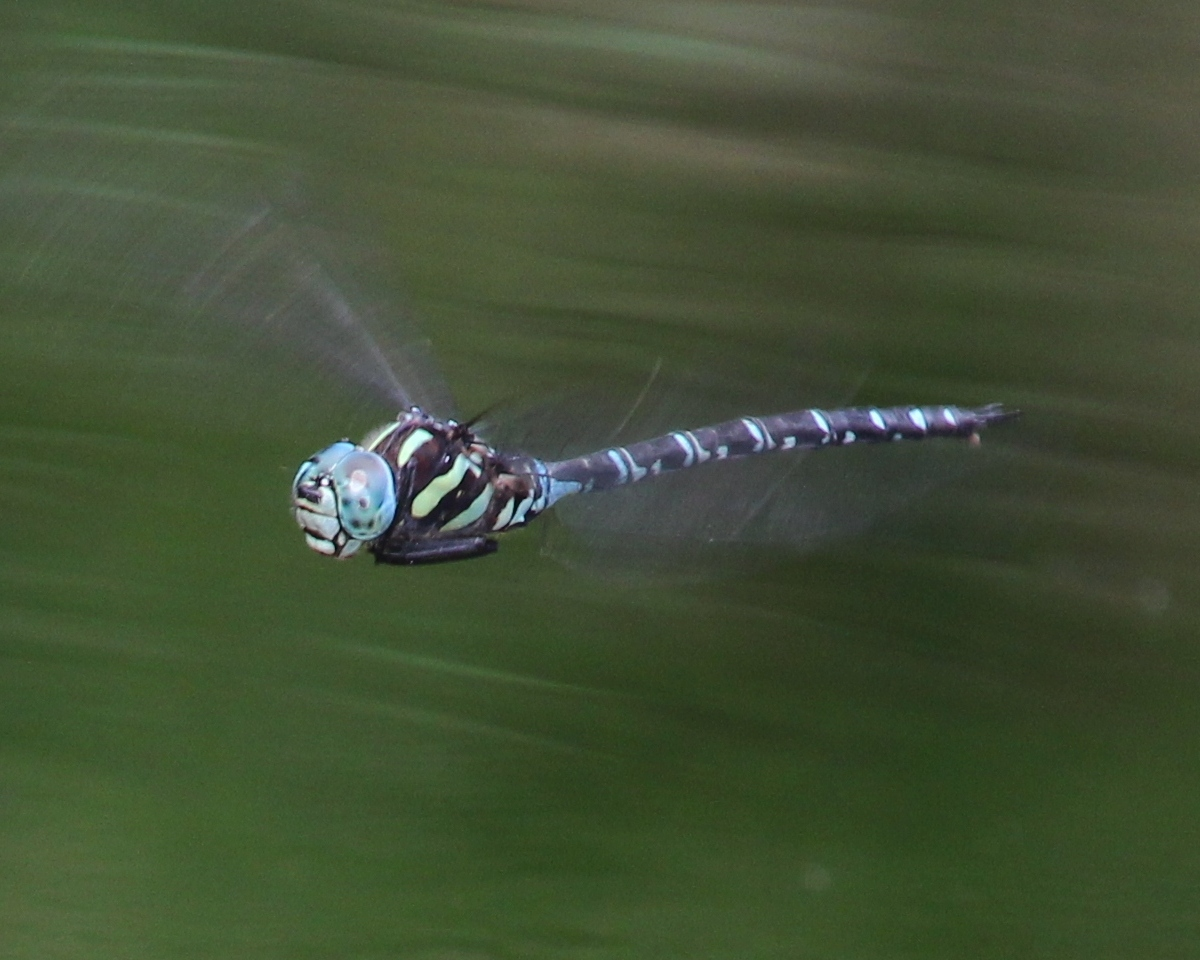
飛行中のオス
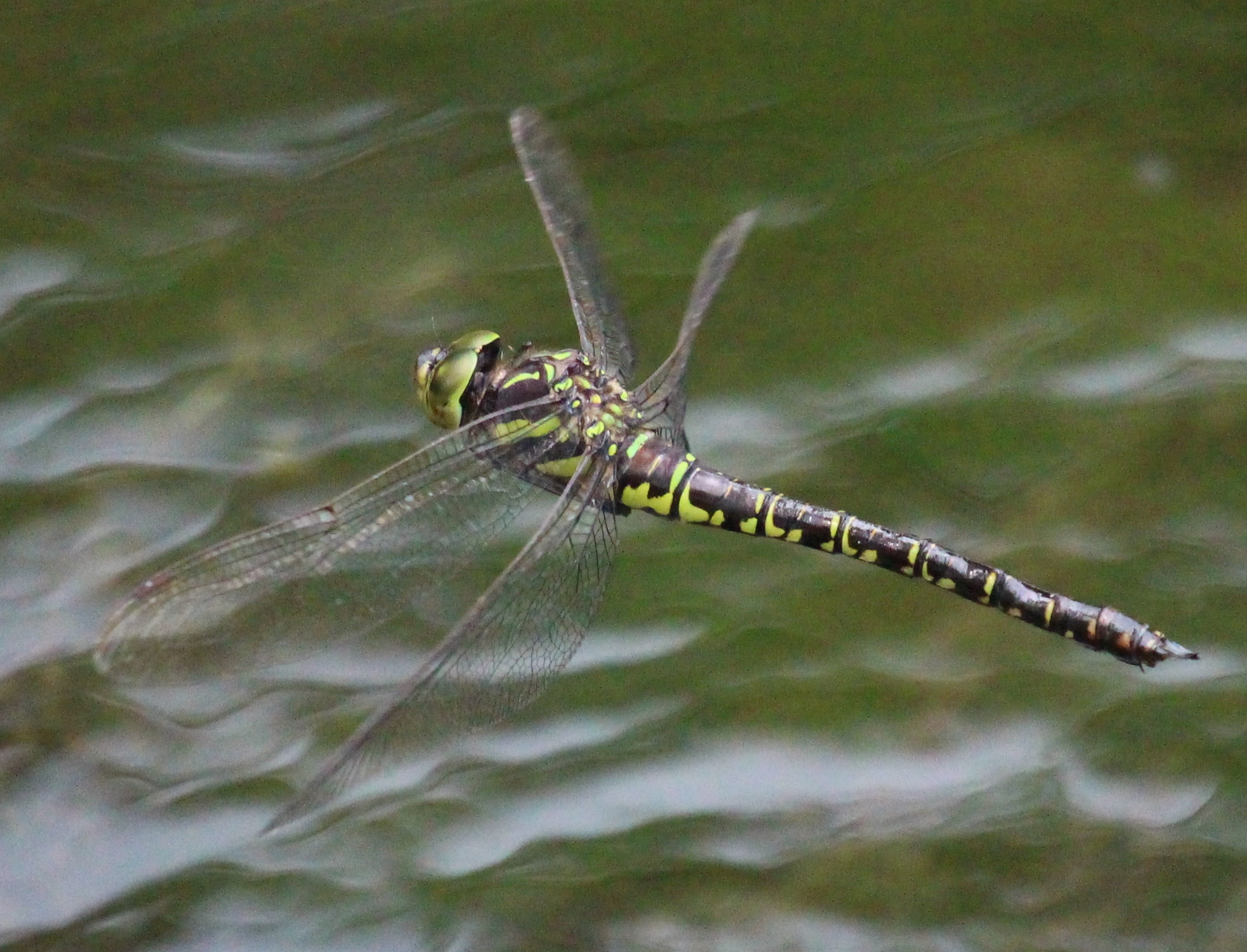
飛行中の緑色型のメス
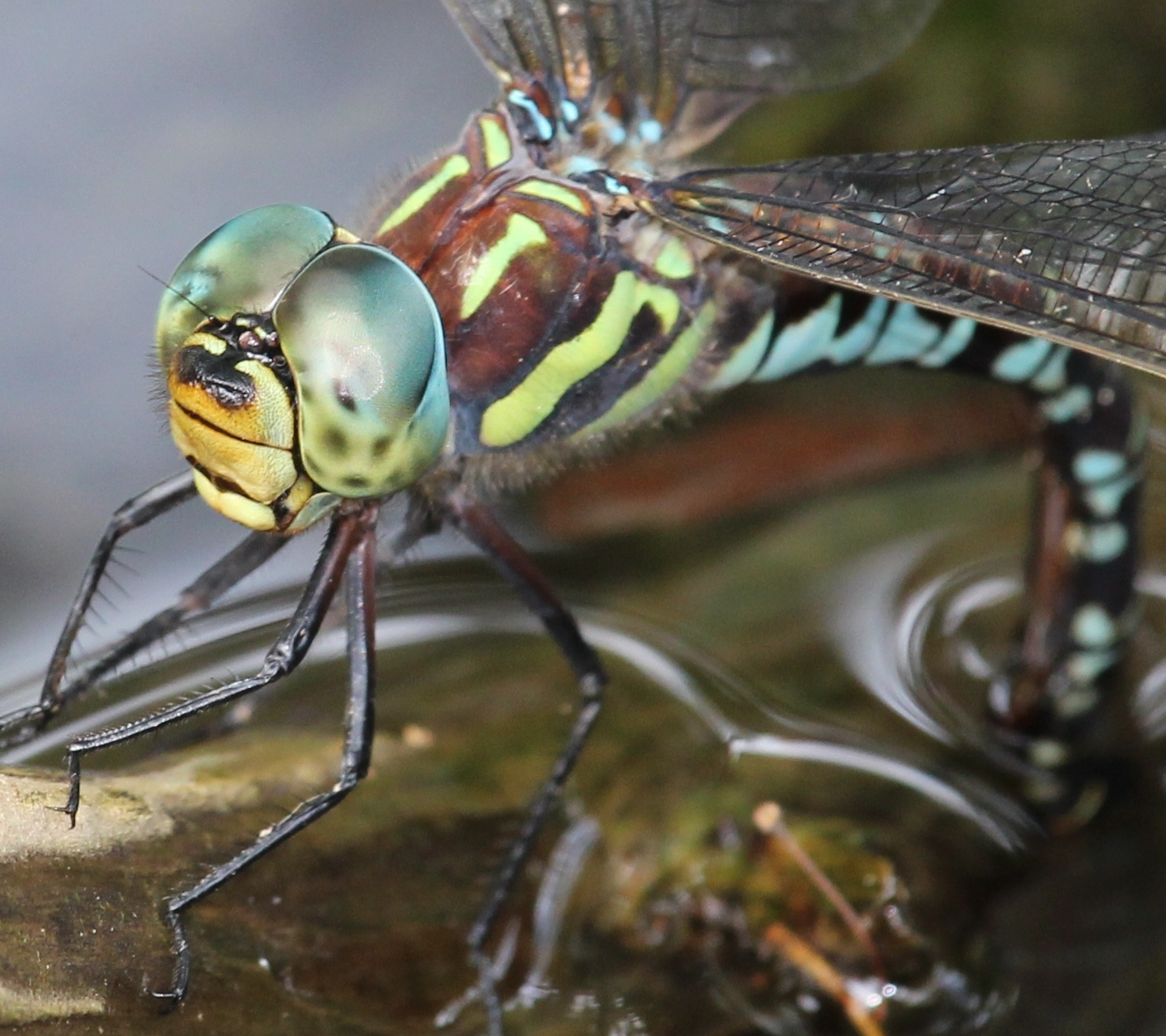
頭部（青色型のメス）
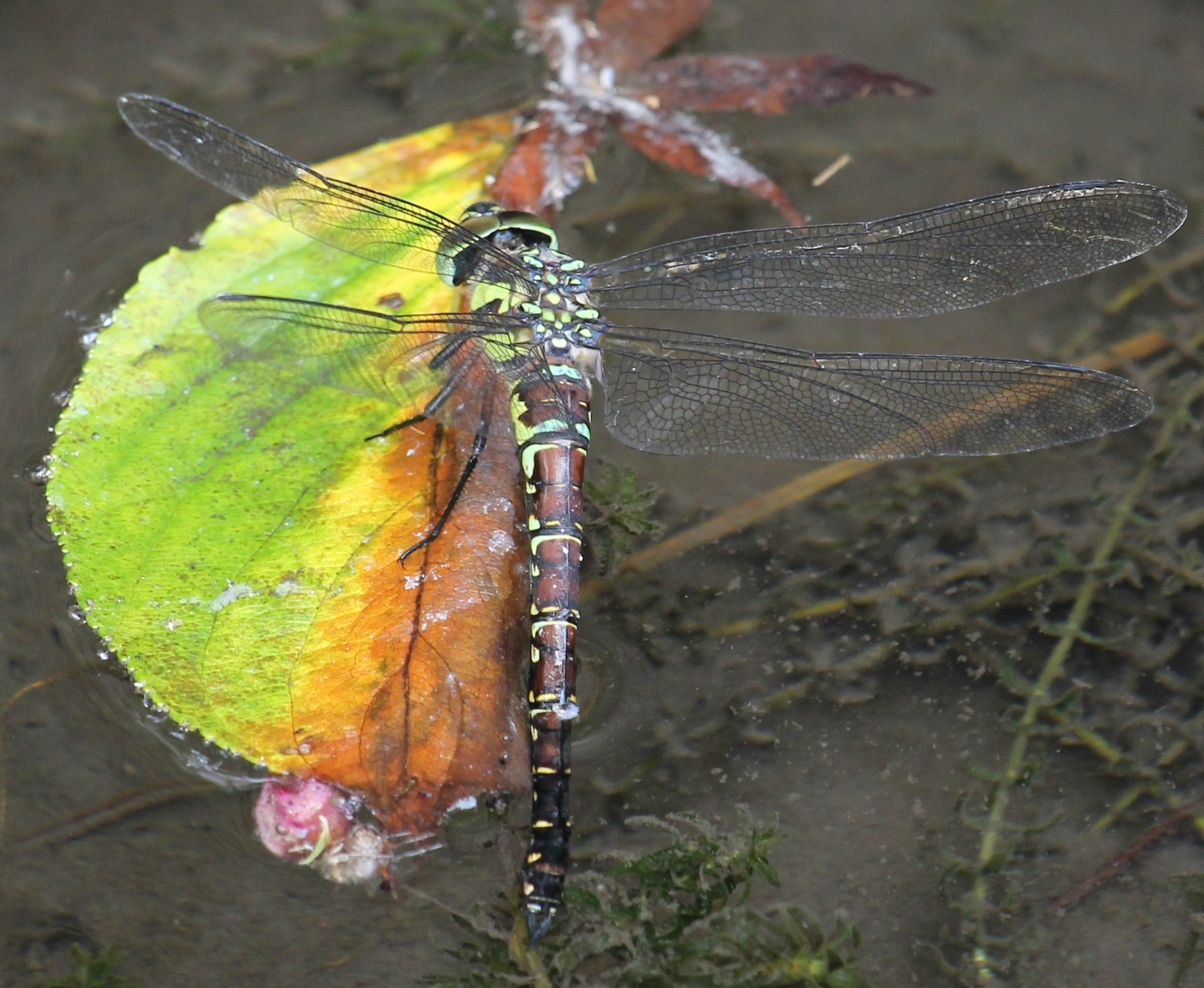
上面（緑色型のメス）、腹部の第3-6節の前端に細い環状の淡色斑紋がある

## 生態

### 生息環境
平地から山地にかけて周囲に樹木がある抽水植物や浮葉植物が生育する池沼 、高層湿原、高山の池塘に生育する。比較的寒冷な場所の開けた池や湿地 を好む。ルリボシヤンマと比べてより低地にも生育する。

### 生活史
卵期間は6-8か月程度。幼虫期間は1-3年程度で（2-4年1世代）、1年目は卵で越冬し、2年目以降は幼虫で越冬する。成虫は7月下旬頃から10月中旬ごろに出現する。成熟したオスは日中、池沼の上を広く緩やかに飛び縄張りを持つ。メスが水辺に現れるとオスは執拗に追い、連結に至ることは稀で、連結しても交尾拒否をすることが多い。交尾が成立すると周辺の樹木の上で静止する。水辺の岸に生えている草や水面の枯れ木などに産卵する。

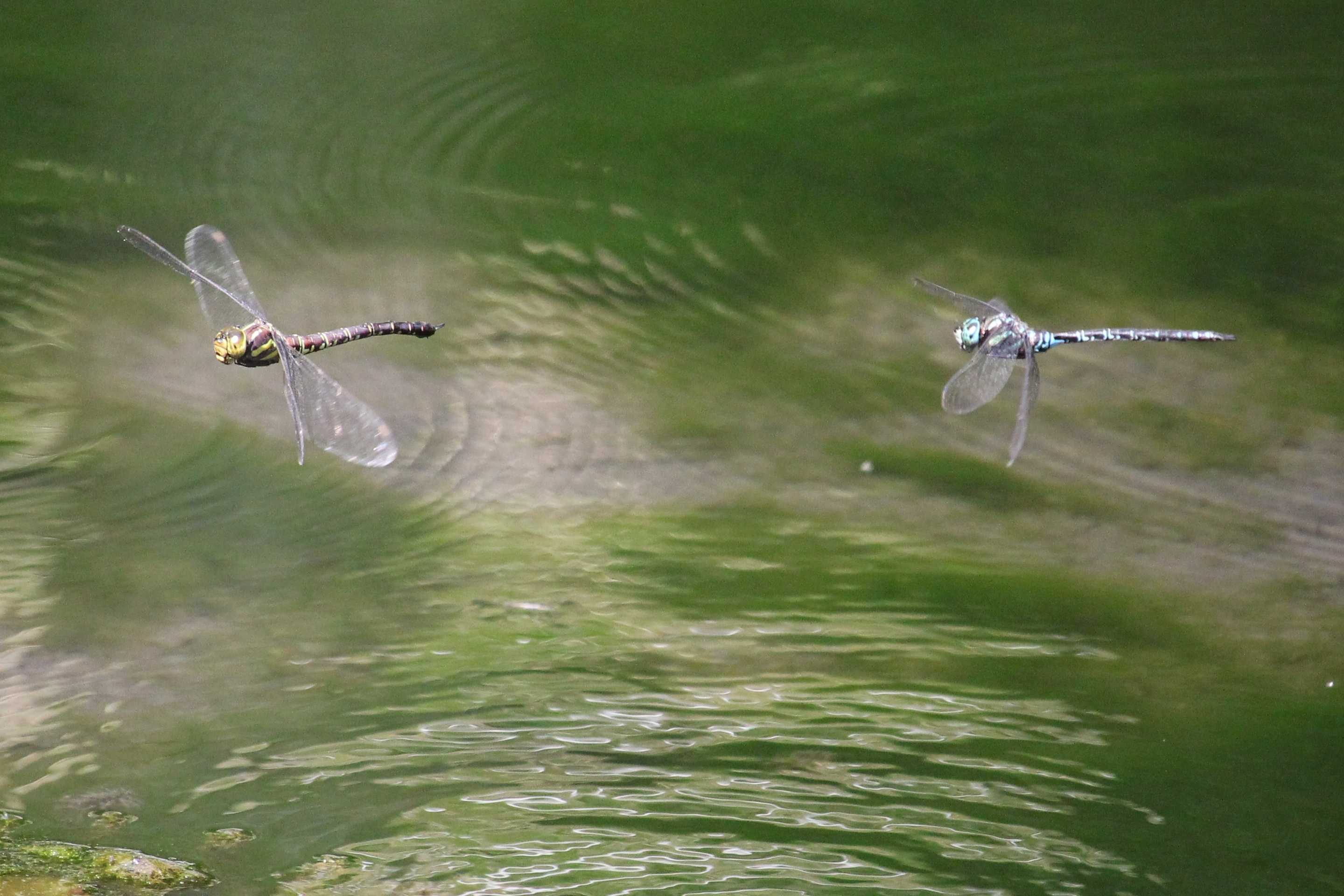
メスの後ろを飛行中のオス
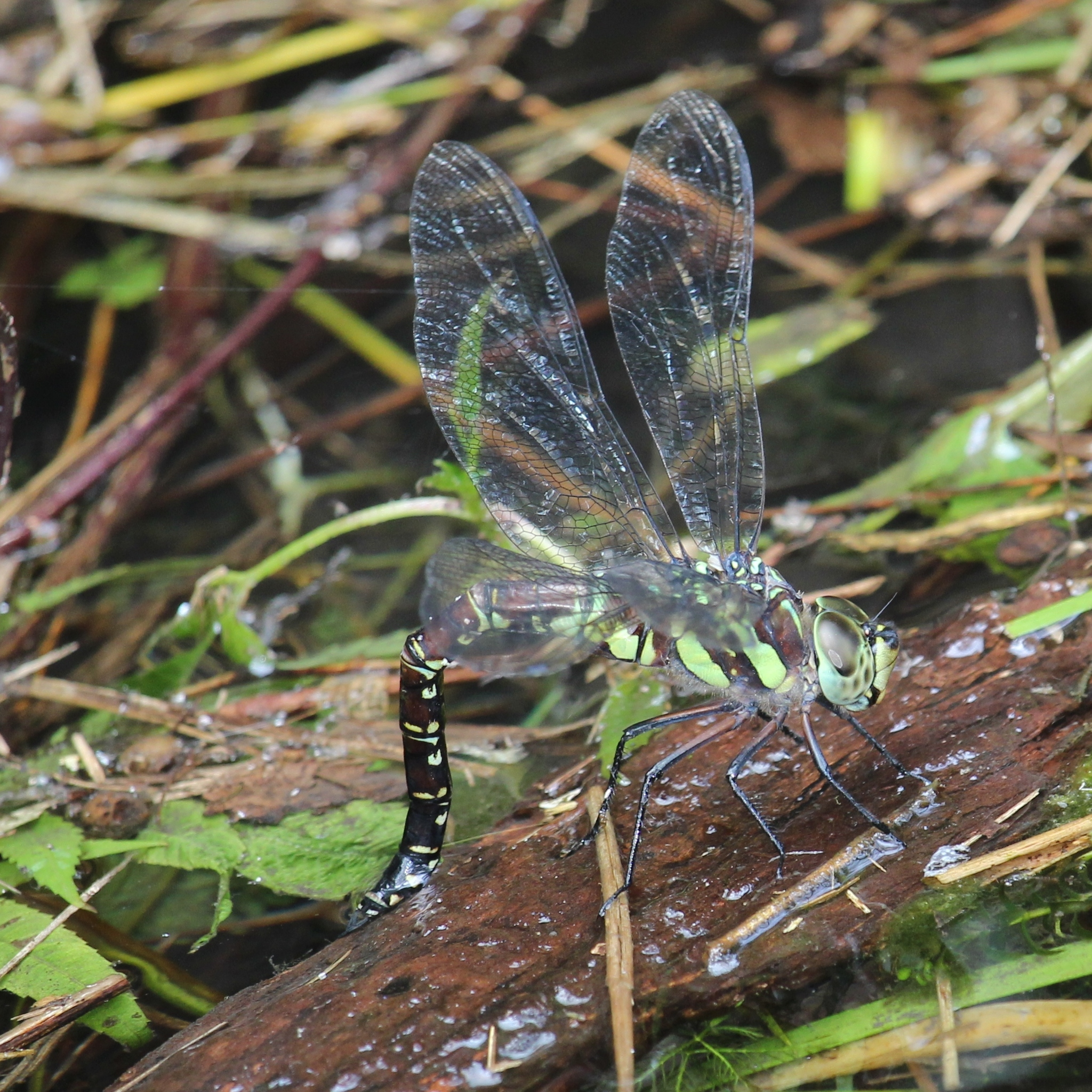
枯れ木に産卵中のメス
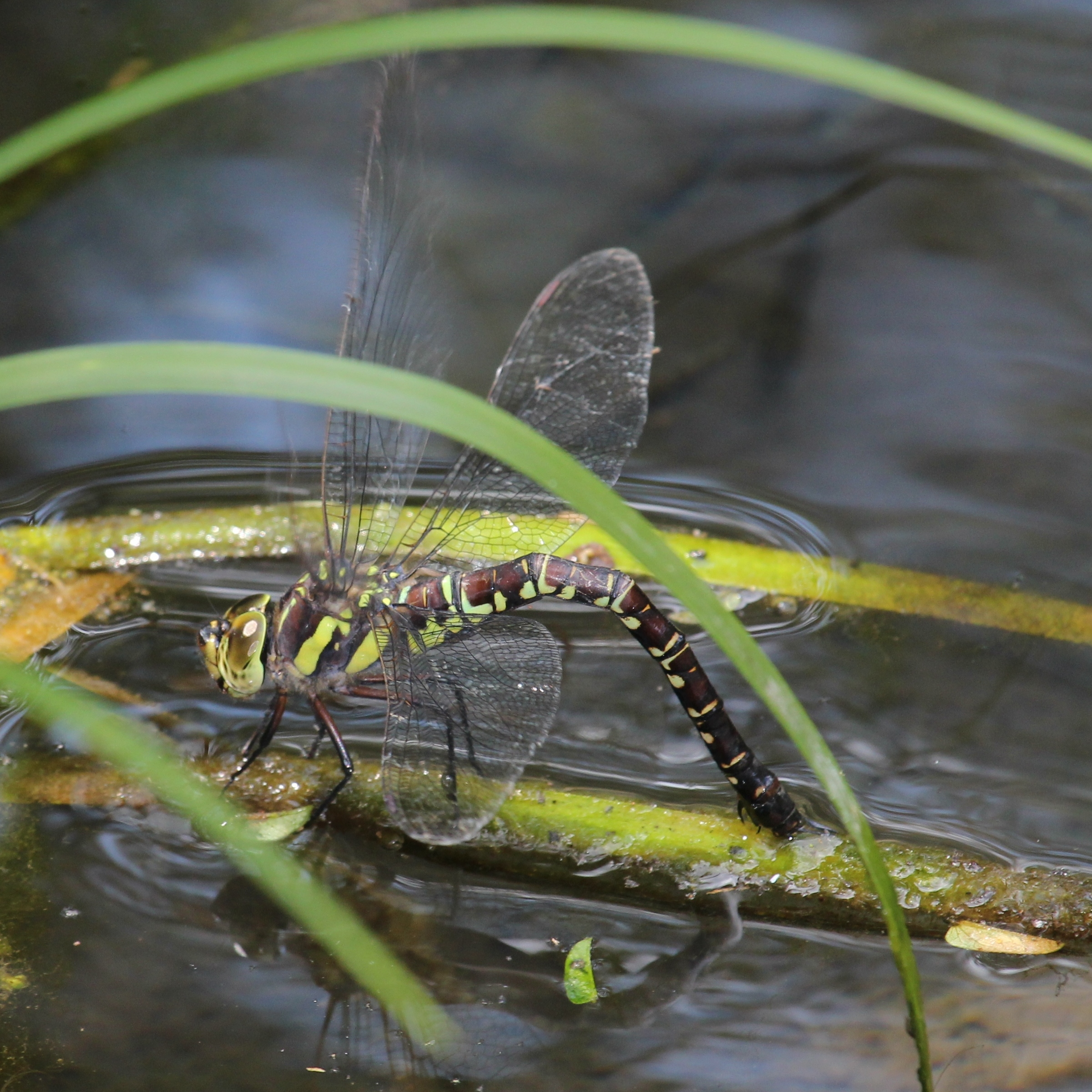
水辺の草に産卵中のメス
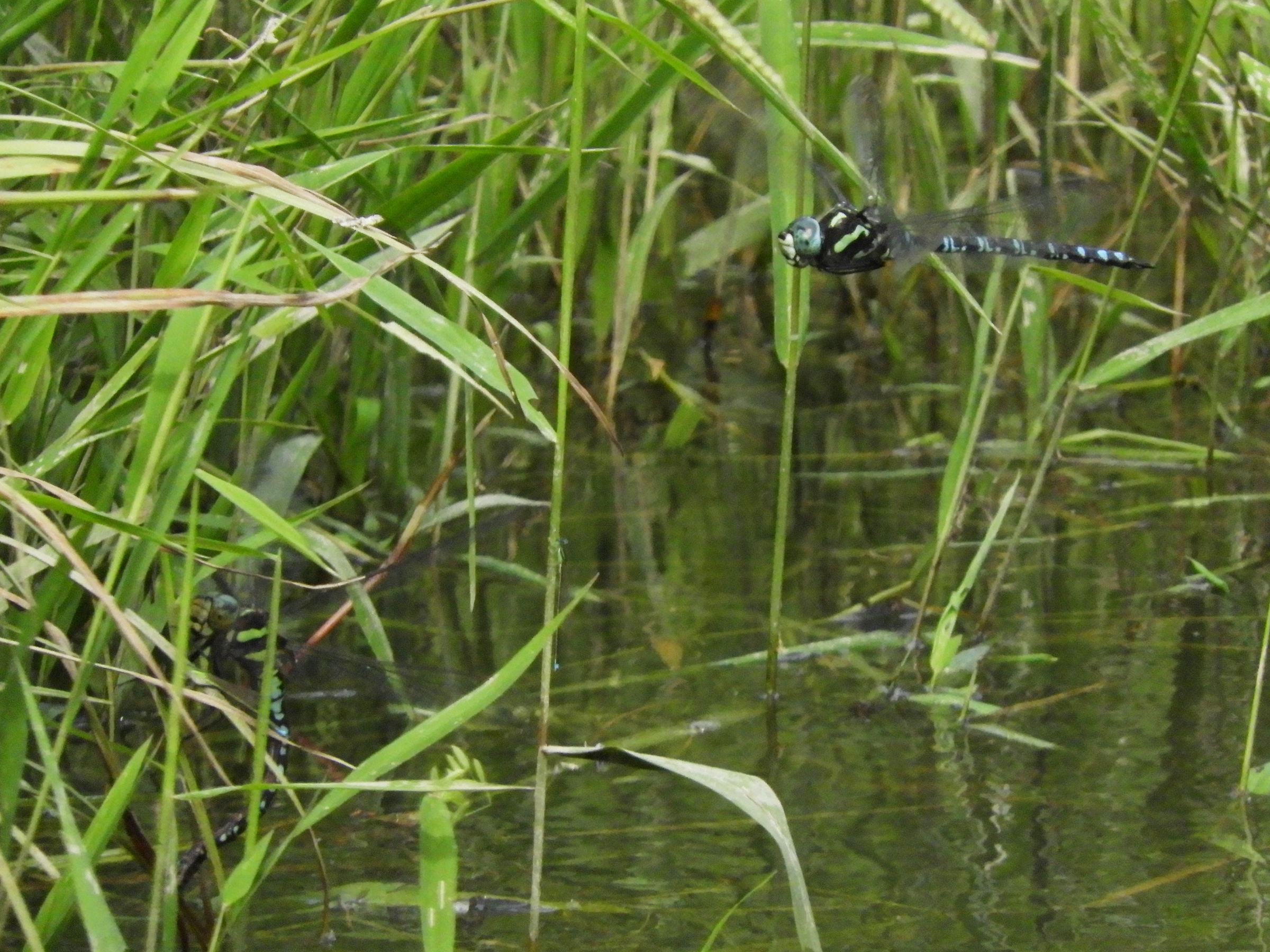
産卵するメスと、上空でホバリングするオス

## 種の保全状況評価
国際自然保護連合（IUCN）により、レッドリストの軽度懸念（LC）の指定を受けている。
日本では以下の都道府県でレッドリストの指定を受けている。生息地が局所的で、絶滅が危惧されている地域がある。
- 絶滅危惧IB類（EN） - 埼玉県[13]
- 準絶滅危惧（NT）- 神奈川県、大阪府、和歌山県、山口県[14]、大分県[15]、宮崎県
- 分布特性上重要 - 鹿児島県
- 情報不足(DD) - 東京都

## 近縁種

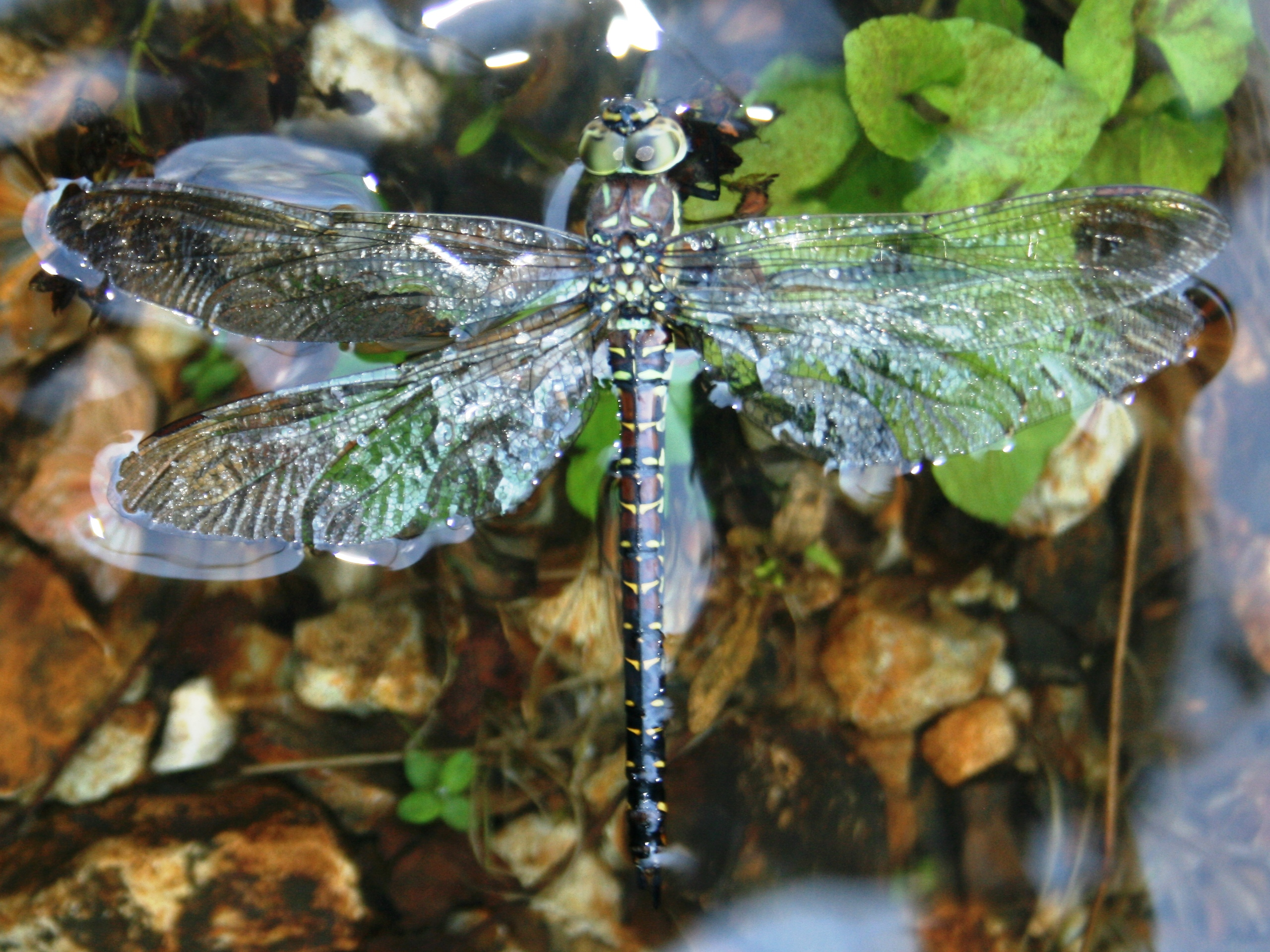
ルリボシヤンマには、腹部第3-6節前半に細い淡色帯がない

- ルリボシヤンマ (瑠璃星蜻蜒、学名 Aeshna juncea Linnaeus, 1758) - オオルリボシヤンマにある腹部第3-6節前半の細い淡色帯がない[7]。
- マダラヤンマ (斑蜻蜒、学名　Aeshna mixta　Latreille,  1805) - ルリボシヤンマ属の中では最小種で、オオルリボシヤンマを小さくしたような形態[16]。日本では北海道から北陸地方にかけて分布する[16]。
- イイジマルリボシヤンマ (飯島瑠璃星蜻蜒、学名 Aeshna subarctica Walker, 1918) - ルリボシヤンマ、オオルリボシヤンマよりも小型で体色の青みが更に強い。日本では北海道のみに分布する[17]。